# Secondo Pia
Secondo Pia, né à Asti le 9 septembre 1855 et mort le 7 septembre 1941 à Turin était un avocat et un photographe amateur connu pour avoir pris les premiers clichés du suaire de Turin, le 28 mai 1898. Lors du développement des clichés, il fut stupéfait du rendu de l'image sur les négatifs. Les images obtenues du suaire ont été reconnues par l'Église catholique comme faisant partie de la dévotion à la Sainte Face de Jésus de Nazareth.

## Éléments biographiques
Secondo Pia est né à Asti en 1855 et, exerçant la profession d'avocat, il s'intéressait par ailleurs aux arts et à la science. Il commença à s'intéresser dès les années 1870 à la photographie naissante. Dans les années 1890, il était l'un des conseillers communaux et membre du club amateur de photographie de la ville de Turin. Il y avait déjà acquis une belle réputation en qualité de photographe et ses clichés sont désormais exposés au musée du cinéma de Turin. Secondo Pia fut l'un des pionniers dans l'utilisation de l'éclairage électrique en photographie dès les années 1890, la lampe à incandescence de Thomas Edison ayant été inventée en 1879.

### Sindonologue fortuit
Ce fut par accident que Secondo Pia prit pied dans le champ de la sindonologie, l'étude scientifique moderne du suaire de Turin. En 1898, la ville de Turin célébrait le 400e anniversaire de la cathédrale de Turin et le 50e anniversaire du Statut albertin de 1848 en faveur de la maison de Savoie. Entre autres célébrations, une exposition religieuse fut planifiée. En raison du fait qu'une ostension du suaire de Turin aurait nécessité l'autorisation du roi Humbert Ier d'Italie qui en était propriétaire, il fut décidé que deux artistes en réaliseraient des répliques réalistes. Ces peintures furent faites mais elles ne firent jamais partie de l'exposition.
Le responsable de la commission du suaire, Baron Manno, demanda au roi la permission de procéder à une ostention et celui de photographier — grâce à Secondo Pia — le suaire pour faire la promotion de l'événement. Le roi approuva l'exhibition publique et autorisa, plus tard, que le suaire fût photographié. À cette époque, la maison de Savoie tient ses quartiers à Turin et le suaire y est conservé depuis qu'il est en possession de la royauté. Personne à l'époque ne soupçonnait que l'image la plus claire de l'image diaphane, observée à l’œil nu, incrustée sur le suaire de Turin serait obtenue grâce à un négatif photographique.
Tardivement, Secondo Pia fut nommé comme étant le photographe officiel qui réaliserait les clichés du suaire. On était à huit jours du début de l'exposition rendant les délais bien trop courts pour que les photographies puissent servir à la promotion de la campagne. Il saisit cependant l'opportunité de tirer les premiers clichés du suaire.

### La fameuse photographie

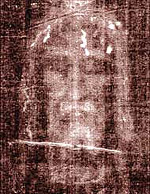
Le négatif photo du suaire de Turin de Secondo Pia.

Le 25 mai 1898, après la cérémonie d'ouverture et durant la fermeture du temps de midi de l'exposition, Secondo Pia installa son matériel dans la cathédrale de Turin. Deux autres personnes, le Père Sanno Salaro et le responsable de la sécurité de la cathédrale, le lieutenant Felice Fino étaient également présents et prirent part à la séance de photographie. Ce fut l'une des premières fois qu'une ampoule électrique fut utilisée en photographie.
La logistique nécessaire pour prendre les clichés fut un réel défi pour Secondo Pia mais il parvint à installer deux lampes à incandescence d'environ 1 000 candelas l'unité. La cathédrale ne disposant pas d'électricité, Pia dut installer un générateur portatif. Il parvint à prendre quelques photographies avant la réouverture des portes après la pause de midi. La réussite de l'opération ne serait connue que lors du développement des plaques.
Le soir du 28 mai, Secondo Pia se rendit à nouveau à la cathédrale pour une seconde session de photographie. Il était environ 9 heures 30. Fort de son expérience du 25 mai, il modifia l'éclairage et la durée de l'exposition. Vers minuit, les trois hommes s'en allèrent pour développer les plaques. Secondo Pia raconte qu'il faillit presque laisser tomber la plaque tellement il fut choqué par ce qu'il venait de découvrir dans la chambre noire : le négatif révélait le visage d'un homme qui ne pouvait pas être perçu à l’œil nu.

### Des répercussions mondiales

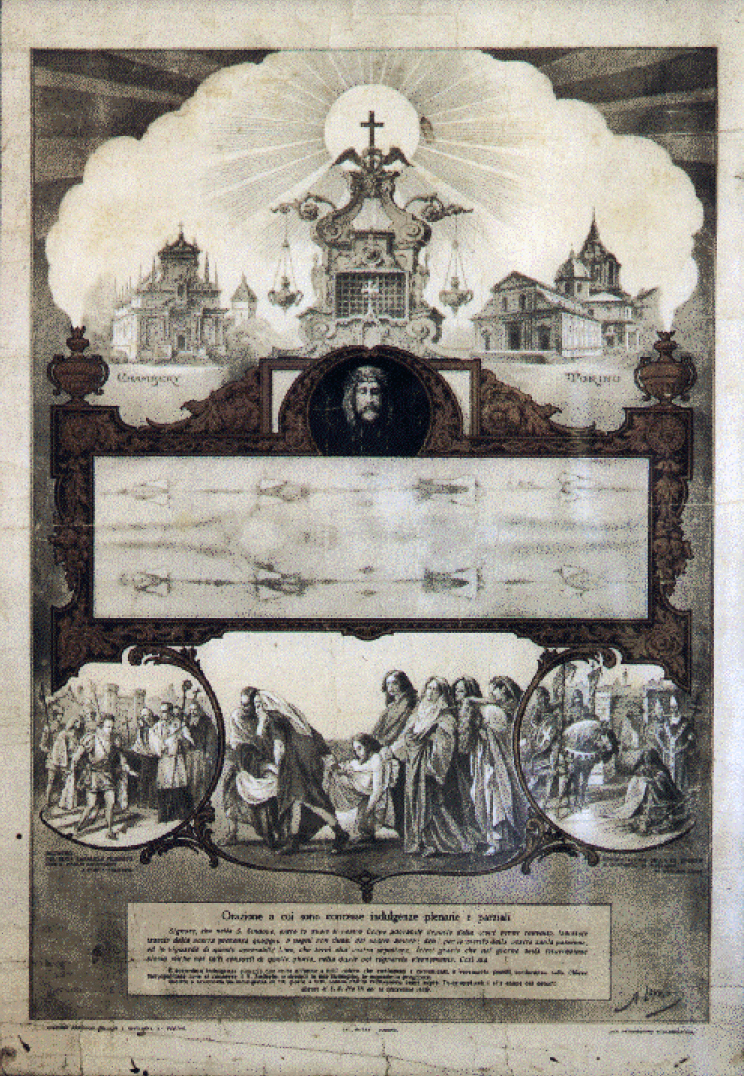
Une affiche de l'exposition de 1898 du suaire de Turin. Les clichés de Secondo Pia furent pris trop tard pour y être intégrés.

Le 2 juin 1898, l'exposition prit fin et le suaire fut replacé dans son reliquaire au sein de la cathédrale de Turin. Le journal génois Il Cittadino publia les photographies de Secondo Pia, le 13 juin 1898 et plus tard, dans les colonnes du journal national Corriere Nazionale. Le 15 juin, le journal du Vatican l'Osservatore Romano relaie à son tour l'information.
Durant les années qui suivirent, de nombreux débats virent le jour à propos des photographies prises par Secondo Pia autour de l'origine supranaturelle des images, des réelle capacités photographiques de leur auteur, etc. Entre-temps, le roi Humbert Ier d'Italie qui avait autorisé les photographies est assassiné en juillet 1900.
Les travaux de Secondo Pia trouvèrent une confirmation en 1931 lorsque le photographe professionnel, Giuseppe Enrie, photographia également le suaire de Turin et que ses clichés corroborèrent ceux de Pia. Lorsque les photographies d'Enrie furent divulguées, Secundo Pia, alors septuagénaire, était présent. On rapporte qu'il poussa un profond soupir de soulagement lorsqu'il vit les clichés d'Enrie.
Les débats scientifiques et religieux à propos des photographies de Pia se poursuivirent néanmoins. Sur un plan religieux, en 1939, l'image négative de Pia fut utilisée par la religieuse de Milan Maria Pierina De Micheli pour graver une médaille de la Sainte Face. Le pape Pie XII approuva la dévotion et la médaille. En 1958, il décréta que la fête de la Sainte Face se déroulerait le mardi gras (le mardi qui précède le mercredi des cendres) pour l'ensemble des catholiques.
À l'occasion du centième anniversaire de la première photographie prise par Secondo Pia, le pape, le 24 mai 1998, visita la cathédrale de Turin. Dans son sermon, il dit : « le suaire est une image de l'amour de Dieu autant que du péché des Hommes », et appela le suaire : « une icône du juste souffrant de tous les temps ».
Sur le plan scientifique, en 2004, le journal scientifique d'optique, l'Institute of Physics, publia un article sur les nouvelles techniques d'imagerie appliquée au suaire de Turin durant sa restauration de 2002. Les débats se poursuivirent dans le cadre de conférences internationales.